# Islam. Enziklopeditscheski slowar
Islam. Enziklopeditscheski slowar (russisch Ислам. Энциклопедический словарь, wiss. Transliteration Islam. Ėnciklopedičeskij slovar'; “Islam. Enzyklopädisches Wörterbuch”) ist ein sowjetisches russischsprachiges wissenschaftliches Nachschlagewerk zum Islam. Chefredakteur war Stanislaw Michailowitsch Prosorow, es erschien in der Endzeit des Zerfalls der Sowjetunion in Moskau bei Nauka, GRWL, 1991. Das Werk versucht nicht, dem Leser ein ganzheitliches wissenschaftliches Verständnis des Islam zu vermitteln, sondern befasst sich nur mit bestimmten Aspekten seiner Geschichte und Ideologie, es versucht laut eigener Darstellung eine umfassende Sicht auf den Islam als ideologisches System zu vermitteln (дать комплексное представление об исламе как об идеологической системе).
Zahlreiche russische Orientalisten  haben an dem Werk mitgearbeitet, jeder Artikel ist mit einer Verfasserangabe versehen. Das Werk richtet sich nicht nur an Fachleute, sondern auch an ein breiteres Spektrum von gebildeten Lesern.
Die Autoren des Werkes sind:
Alexei Sergejewitsch Bogoljubow,
Konstantin Alexejewitsch Boiko,
Oleg Georgijewitsch Bolschakow,
Dmitri Wladimirowitsch Jermakow,
Taufik Kamel Ibragim,
Alexander Dmitrijewitsch Knysch,
Ali Iwanowitsch Kolesnikow,
Wladimir Wassiljewitsch Kuschew,
Tatjana Pawlowna Miloslawskaja,
Georgi Wassiljewitsch Miloslawski,
Alexander Robertowitsch Petrossjan,
Michail Borissowitsch Piotrowskij,
Stanislaw Michailowitsch Prosorow,
Jefim Anatoljewitsch Reswan,
Michail Anatoljewitsch Rodionow,
Artur Wladimirowitsch Sagadejew,
Leonid Rudolfowitsch Sjukijainen,
Anas Bakijewitsch Chalidow.
Das Werk enthält 578 Artikel, deren Material eine Vorstellung vom allgemeinen begrifflichen Apparat des Islam vermittelt, der den Kern all seiner lokalen ethnokulturellen Varianten bildet. Die wichtigsten islamischen Konzepte, Begriffe, Persönlichkeiten, Namen von theologischen und juristischen Schulen, Auslegungen und Sufi-Gemeinschaften, die theoretische und praktische Aspekte der islamischen Ideologie aufzeigen, sind in alphabetischer Reihenfolge aufgeführt. Die Inhalte des Werkes sind online verfügbar.
Im Vorwort des Werkes wird auf die historische Einordnung seiner Entstehung innerhalb der Sowjetunion hingewiesen, wobei es an die Arbeiten von deren früheren orientalistischen Größen anknüpft (in ungefährer deutscher Übersetzung):

„Der Islam, eine der Weltreligionen, hat in der Geschichte der menschlichen Zivilisation eine bedeutende Rolle gespielt und hat in vielen Ländern der Welt nach wie vor einen großen Einfluss auf verschiedene Lebensbereiche. Daraus ergibt sich die natürliche Neigung, das kulturelle Erbe und die ideologischen Traditionen der Völker des muslimischen Ostens zu verstehen. In unserem Land hat das Studium des Islams traditionell nicht nur eine akademische, sondern auch eine gesellschaftspolitische Bedeutung, da wir in unmittelbarer Nachbarschaft zu muslimischen Ländern leben und in der UdSSR ein bestimmter Teil der Bevölkerung lebt, der historisch mit dem muslimischen Geschichts- und Kulturraum verbunden ist. Einen wichtigen Beitrag zu den russischen Islamstudien in der Sowjetzeit leistete das korrespondierende Mitglied der Russischen Akademie der Wissenschaften A. E. Schmidt, Akad. W. W. Bartold, Akad. I. Ju. Kratschkowski,  K. S. Kaschtalewa, A. Ja. Borissow, I. P. Petruschewski und andere. Die in russischer Sprache verfügbare Referenzliteratur vermittelt dem Leser jedoch kein ganzheitliches wissenschaftliches Verständnis des Islams; die Islamwissenschaft befasst sich nur mit bestimmten Aspekten seiner Geschichte und Ideologie. Dieses Buch ist ein Versuch, die dringende Aufgabe der sowjetischen Islamologie grundlegend zu lösen - eine umfassende Sicht auf den Islam als ideologisches System zu vermitteln.“

In seiner wissenschaftlichen Herangehensweise unterscheidet sich das Werk beispielsweise vom Islamski enziklopeditscheski slowar, einem russischsprachigen muslimischen Nachschlagewerk zum Islam aus Sicht der Gläubigen, mit dem es aufgrund des ähnlichen Titels leicht verwechselt werden kann.